# Heinz Dieter Kutzbach
Heinz Dieter Kutzbach (*  14. März 1940 in Bad Doberan; † 7. November 2024) war ein deutscher Ingenieur und Professor für das Fachgebiet Grundlagen der Landtechnik im Institut für Agrartechnik der Universität Hohenheim.

## Leben und wirken
Nach seinem Abitur in Husum 1959 studierte Kutzbach Maschinenbau an der TU Braunschweig  mit Abschluss als Diplomingenieur 1967. Er wurde wissenschaftlicher Mitarbeiter am Institut für Landmaschinen und promovierte 1971 zum Dr. Ing an der TU Braunschweig. In den Jahren 1972 bis 1976 war er Projektleiter bei der International Harvester Company in Neuss. 1976 nahm Kutzbach den Ruf als Ordinarius an die Universität Hohenheim an. Die Universität Stuttgart erteilte ihm einen Lehrauftrag in Landtechnik und ernannte ihn zum Honorarprofessor. Kutzbach wurde 2005 emeritiert.

## Hauptforschungsgebiete
Mähdrescher; Reifen; Stoffeigenschaften; Umwelttechnik; Precision Farming; Tieranspannung 

## Mitgliedschaften & Ehrungen
Verein Deutscher Ingenieure; Deutsche Landwirtschafts-Gesellschaft; Kuratorium für Technik und Bauwesen in der Landwirtschaft; The International Society for Terrain-Vehicle Systems; American Society of Agricultural and Biological Engineers; 1998 Verleihung der Ehrendoktorwürde durch die Polytechnische Universität Bukarest

## Publikationen (Auswahl)
- Ein Beitrag zur Fahrmechanik des Ackerschleppers - Reifenschlupf, Schleppermasse und Flächenleistung. In: Grundlagen der Landtechnik 32 (2), 1982. S. 41-48
- Allgemeine Grundlagen, Ackerschlepper, Fördertechnik. In: Pareys Studientexte 37, Lehrbuch Agrartechnik Band 1. Hamburg und Berlin 1989
- Mähdrescher. In: Jahrbuch der Agrartechnik 1- 18. Frankfurt 1988-2006 S. 265
- [mit G. R. Quick:] Harvesters and Threshers 1) Grain. In: Agricultural Engineering des CIGR. ASAE, St. Joseph Band 3, 1999. S. 311-333
- Trends in power and machinery. In: Journal of Agricultural Engineering Research 76 (3), 2000. S. 237-247